# Tropidodynerus
Tropidodynerus (лат.) — род одиночных ос семейства Vespidae.

## Распространение
Юго-Восточная Азия, Индия и Палеарктика. В Европе 3 вида..

## Описание
Длина около 1 см, основная окраска коричневая с чёрными и жёлтыми отметинами. Виски и грудь в очень мелких волосках. Бока промежуточного сегмента явственно сплющенные, с резкими косыми валиками. Роют норки в почве. Взрослые самки охотятся на личинок насекомых для откладывания в них яиц и в которых в будущим появится личинка осы. Провизия — личинки жуков.
Средние голени с одной шпорой; вторая субмаргинальная ячейка переднего крыла не стебельчатая; метасома сидячая; первый тергит не килевидный; самка без головных ямок; стерниты S3-S7 самца с заметной бахромой волос.

## Классификация
7 видов. Род был впервые выделен в 1939 году
- Tropidodynerus concavus Li & Chen, 2015 — Китай[6]
- Tropidodynerus fertoni (Dusmet, 1925)[7] — Испания, Марокко, Португалия[2].
- Tropidodynerus flavus (Lepeletier, 1841)
  - Tropidodynerus flavus flavus (Lepeletier, 1841) — Испания, Сицилия, Франция.
  - Tropidodynerus flavus semiticus (Giordani Soika, 1952) — Израиль, Палестина.
- Tropidodynerus (Tropidepipona) fraternus (Bingham, 1897)[8] — Индия, Мьянма, Таиланд.
- Tropidodynerus (Tropidepipona) hostis (Nurse, 1903)[9] — Индия
- Tropidodynerus interruptus (Brullé, 1832)
  - Tropidodynerus interruptus hispanicus Giordani Soika, 1966 — Испания
  - Tropidodynerus interruptus interruptus (Brullé, 1832) — Албания, Австрия, Азербайджан, Болгария, Венгрия, Греция, Македония, Россия, Словакия, Турция, Украина[2].
    - =Pterocheilus interruptus subsp. interruptus  Herrich-Schäffer, 1839
    - =Odynerus interruptus subsp. bulgaricus  Mocsary, 1883
    - =Hoplomerus interruptus subsp. mandibularis  Morawitz, 1885

  - Tropidodynerus interruptus tricolor Bluethgen, 1956 — Италия
- Tropidodynerus liupanshanensis Li & Chen, 2015 — Китай[6]